# بحيرة ألوا
ألوا (بالقازاقية: Алуа؛ بالروسية: Алва) هي بحيرة مالحة في مقاطعة إسيل، منطقة شمال كازاخستان، كازاخستان.
تقع البحيرة على بعد 8 كيلومترات (5.0 ميل) إلى الشمال الغربي من بلدة يافلنكا، المركز الإداري للمقاطعة. تقع قرية أمانغيلدي الصغيرة على بعد 3 كيلومترات (1.9 ميل) إلى الجنوب الشرقي من شاطئ البحيرة الشرقي.

## السيرة البطولية
"ألوا" هو اسم فتاة من أصل كازاخستاني. وفقًا للتراث الشعبي المحلي، وقع شاب يُدعى زاريلكاميس في حب فتاة تُدعى ألوا وقرر الزواج منها على الرغم من معارضة عشيرتهما الشديدة لهذا الزواج. في النهاية هرب العاشقان واختبأا في غابة على ضفاف البحيرة الشرقية، لكن أفراد العشيرة الذين كانوا يطاردونهما عثروا على زاريلكاميس وقتلوه. وعندما رأت ألوا حبيبها مقتولًا انتحرت. وبعد الحادثة المأساوية دُفن العاشقان في نفس المكان ومع مرور السنين سُميت البحيرة باسم الفتاة. جمع ثابت موكانوف هذه الأسطورة في ثلاثيته السيرة الذاتية مدرسة الحياة.

## الجغرافية
ألوا هي بحيرة مغلقة متصلة بحوض نهر إيشيم. تقع على الحافة الجنوبية لسهب إيشيم. شواطئ البحيرة مسطحة وقاعها موحل.
تحيط بالبحيرة حقول زراعية ومراعي. وتتغذى على مياه الأمطار والثلوج. تقع بحيرة منقسر على بعد 20 كيلومترًا (12 ميلًا) إلى الشمال الغربي وبحيرة ستانوفوي على بعد 35 كيلومترًا (22 ميلًا) إلى الشمال.

## النباتات والحيوانات
بعض أجزاء شاطئ البحيرة مغطاة بالحفا. التم الأخرس هي أحد أنواع الطيور التي يمكن رؤيتها في البحيرة

## أنظر أيضا
- قائمة بحيرات كازاخستان

## روابط خارجية
- Saline lakes of Northern Kazakhstan: Geochemical correlations of elements and controls on their accumulation in water and bottom sediments
- Лебедь-шипун Cygnus olor (Gmelin, 1789) Mute Swan | Сыбырлақ аққу

.